# Episcopia Hușilor

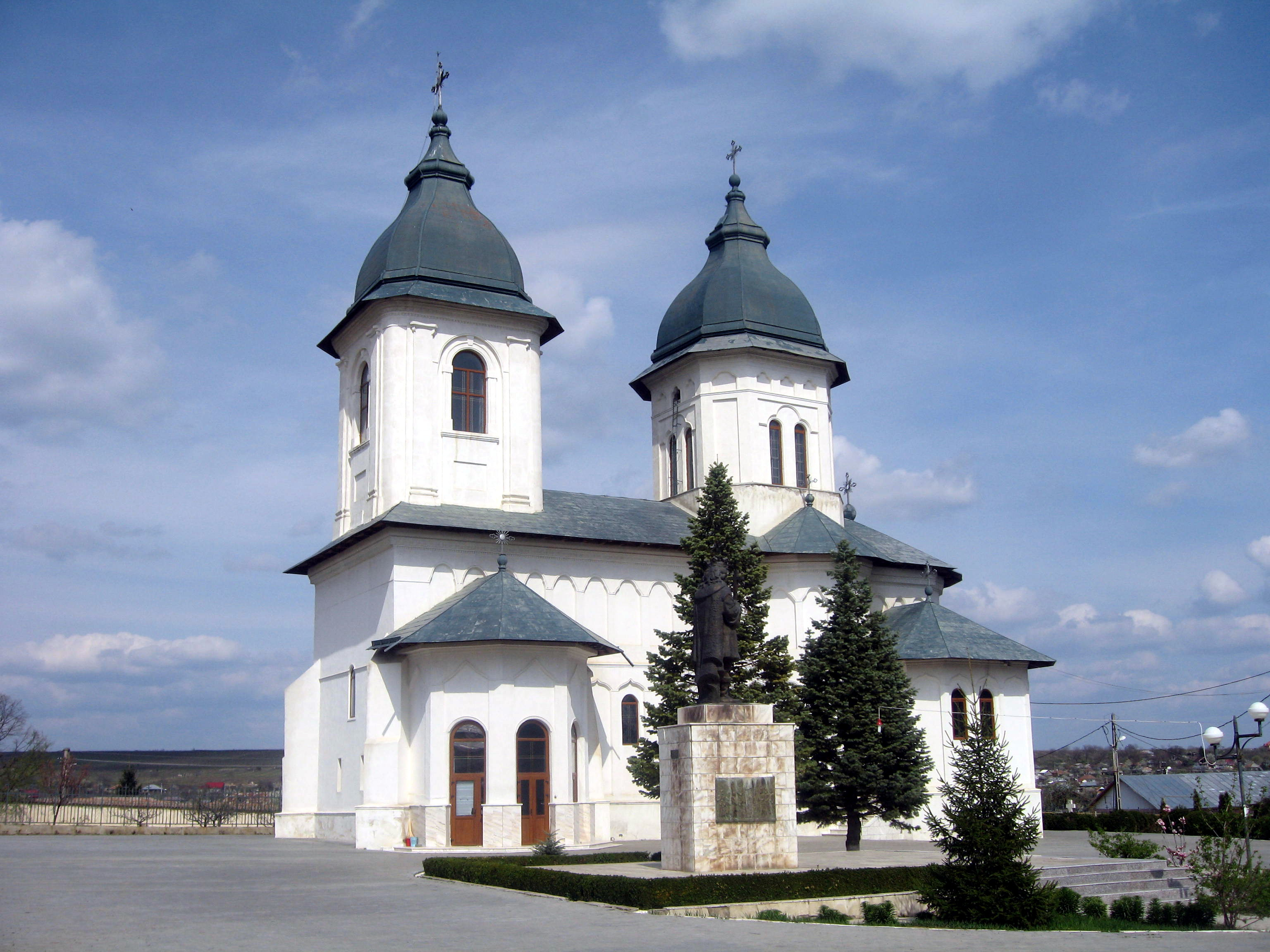
Catedrala episcopală din Huși

Episcopia Hușilor este o episcopie în cadrul Bisericii Ortodoxe Române, cu sediul la Huși. Jurisdicția episcopiei este peste tot județul Vaslui. Are în subordine 304 parohii, 500 lăcașe de cult, 19 mănăstiri, 254 de preoți, 250 călugări, un seminar teologic și așezăminte sociale.

Organizarea Mitropoliei Moldovei și Bucovinei

Cuprinde 3 protopopiate:
- Bârlad
- Huși
- Vaslui

## Episcop
În prezent, episcopul titular al Eparhiei Hușilor este PS Ignatie Trif.

## Catedrala
Catedrala episcopală din Huși poartă hramul Sfinții Apostoli Petru și Pavel și a fost ctitorită în 1494 de către Ștefan cel Mare. Biserica a fost pictată de Gheorghe Tattarescu.

## Istorie
În anul 1589 ia ființă Episcopia Hușilor care la acea dată era compusă din ținutul Fălciului, Lăpușnei,  ținutul Orheiului și al Sorocăi. Pe 5 februarie 1949 intră în componența Episcopiei Romanului formând Episcopia Romanului și Hușilor. La data de 6 septembrie 1996 se reînființează Episcopia Hușilor.